# Simon Gronowski

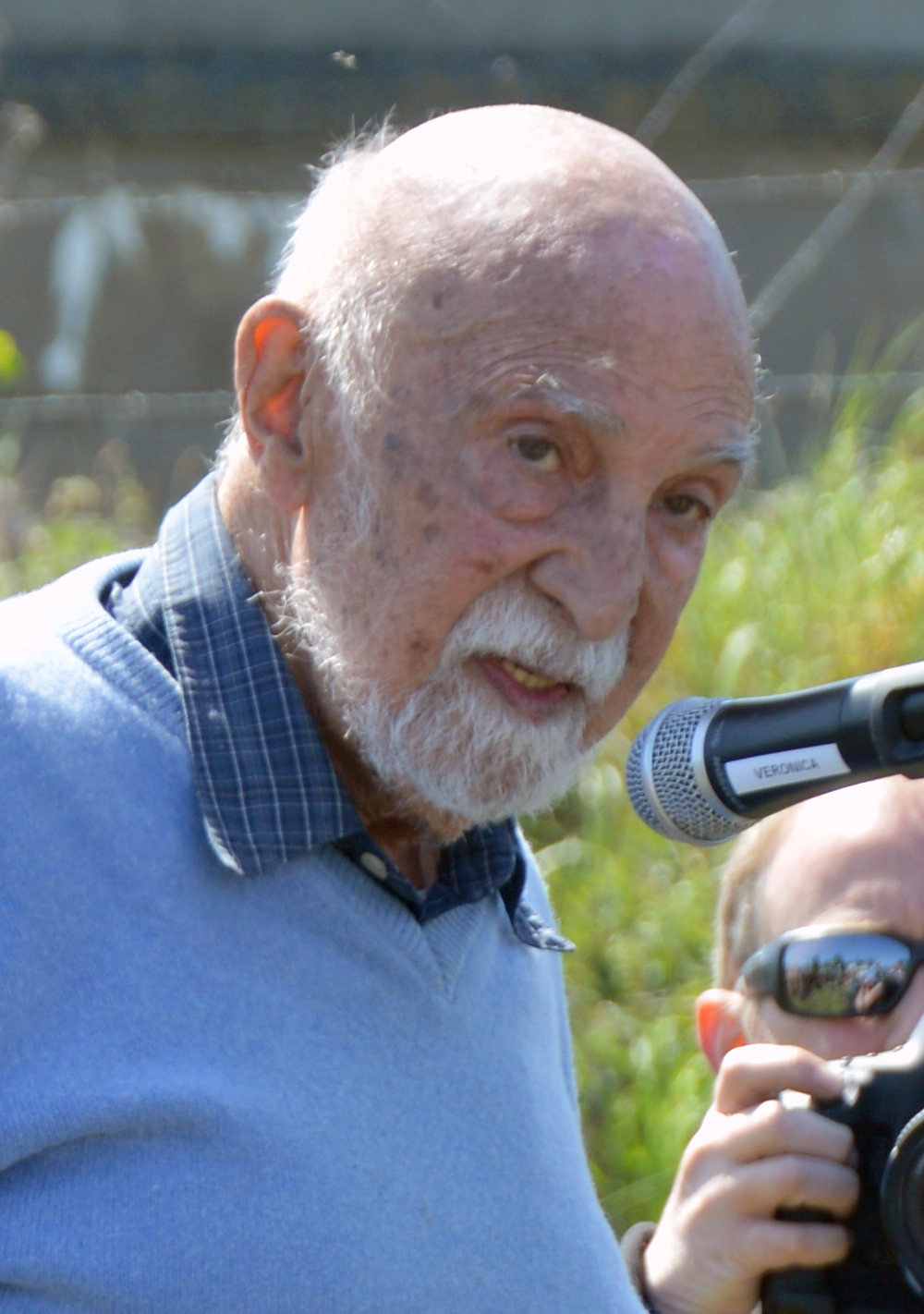
Simon Gronowski, 2022

Simon Gronowski (* 12. Oktober 1931) ist ein belgischer Holocaust-Überlebender, der im Zweiten Weltkrieg aus dem „Transport XX“ fliehen konnten.

## Leben
Gronowski wurde zusammen mit seiner Mutter und seiner Schwester Ita am 17. März 1943 von der Gestapo verhaftet. Simons Vater, der 1920 von Polen aus nach Belgien emigriert war, befand sich zu der Zeit im Krankenhaus und seine Mutter behauptete, er sei tot. Zwei Tage verbrachten die drei Verhafteten in den Kellern der Gestapo an der Avenue Louise und einen Monat in der Dossin-Kaserne in Mechelen. Ita hatte vorerst Glück im Unglück: Sie war anfangs von der Deportation ausgeschlossen, da sie die belgische Staatsangehörigkeit angenommen hatte, als sie 16 wurde, was ihr später zum Verhängnis wurde.
Der 19. April 1943 war der Tag, an dem Simon seine Schwester zum letzten Mal sah, er verabschiedete sich von ihr – ohne zu wissen, dass dies ein Abschied für immer war. Er verließ die Kaserne, die er selbst „die Unglückskaserne“ nennt, rechts und links von zwei Reihen bewaffneter Soldaten umgeben und bestieg zusammen mit seiner Mutter und 50 bis 60 anderen Menschen einen Viehwaggon.
Bis dahin wurden für die Deportationen stets Personenwagen der 3. Klasse benutzt. Doch bei denen war die Flucht aus den Fenstern möglich, dies wollte man erschweren und gebrauchte beim 20. Deportationszug ausschließlich Viehwaggons, bei denen die Türen zusätzlich mit Stacheldraht gesichert waren. In diesem Zug befand sich, unter 1.636 Menschen in 30 Waggons, auch der elfjährige Simon. In dem etwa 30 km von Mechelen entfernten Boortmeerbeek ereignete sich dann eine außergewöhnliche Befreiungsaktion, die in die Geschichtsbücher einging: Youra Livschitz, Robert Maistriau und Jean Franklemon, drei Aktivisten aus dem belgischen Widerstand, beschlossen den Ablauf der 20. Deportation zu behindern und den Gefangenen zur Flucht zu verhelfen.
Mit Hilfe einer improvisierten Signallampe gelang es den dreien, den Zug zu stoppen, und während Youra Livschitz in die Luft schoss, um einen größeren Partisanenangriff vorzutäuschen, versuchten Robert Maistriau und Jean Franklemon mit Zangen die Verriegelung an den Waggontüren zu lösen. Einen Waggon konnten die beiden tatsächlich öffnen, bevor die Übermacht der Wachmannschaften, eines 40-köpfigen Kommandos deutscher Schutzpolizei, zu groß wurde. 17 Personen flohen aus dem Waggon. Als der Zug weiterfuhr, schlief Simon auf den Armen seiner Mutter ein, doch im Unterbewusstsein hörte er noch, wie die Männer in seinem Waggon Motivation gewannen und sich daran machten, die Tür von innen aufzubrechen. Als Simons Mutter ihn weckte, rollte der Zug zwar, doch die Tür war offen. Seine Mutter stellte ihn auf das Trittbrett – und er sprang. Er wartete noch, ob seine Mutter hinterherspringen würde, doch sie blieb im Waggon. Heute glaubt Simon, dass seine Mutter nicht gesprungen ist, um seine eigene Flucht nicht zu behindern. Nach seinem Sprung ins Leben fand Simon sich in der Provinz Limburg wieder. Er lief die ganze Nacht durch, bis er schließlich auf den Polizisten Jean Aerts traf. Aerts erkannte schnell, dass Simon ein Jude auf der Flucht war. Er hat ihn beschützt.
Nach der Befreiung Belgiens konnte Simon wieder zu seinem Vater. Sie warteten beide auf eine Nachricht von Simons Mutter und Ita, als diese jedoch kam, erfuhren sie das Befürchtete: Simons Mutter wurde am 22. April und Ita am 22. September 1943, zwei Tage vor ihrem 19. Geburtstag in Auschwitz vergast. Der Vater starb am 9. Juli 1945 vor Kummer.
Gronowski hat über 50 Jahre nur wenig über seine Vergangenheit gesprochen. Heute redet er nicht nur, sondern hat auch ein Buch und ein Kinderbuch über seine Erlebnisse geschrieben. Sein Leben ist Thema der Oper Push von Howard Moody aus dem Jahr 2016.

## Schriften (Auswahl)
- L’enfant du 20e convoi. Luc Pire 2005
- Simon, le petit évadé – L’enfant du 20e convoi. Luc Pire
- Simon Gronowski, Koen Tinel, David Van Reybrouck: Ni victime, ni coupable. Enfin libérés. (Renaissance du Livre)